# Juan Nepomuceno Espejo Bravo
Juan Nepomuceno Espejo Bravo (17 de mayo de 1821, Talca - 11 de mayo de 1876, Santiago de Chile) fue un diputado y periodista chileno. Es considerado como uno de los primeros diaristas chilenos.

## Biografía
Juan Nepomuceno Espejo Bravo nació en Talca, Chile, el 17 de mayo de 1821; hijo de Ramón Espejo Argomedo y María Isabel Bravo Cervelle.
En 1838, a los 16 años, se enroló en el Ejército de Chile como subteniente. Fue al Perú como parte del ejército expedicionario contra la Confederación ideada por el general Andrés de Santa Cruz. Abandonó el Ejército en abril de 1839, tras la Batalla de Yungay el 20 de enero de ese mismo año, ingresando a estudiar en el Instituto Nacional, quedando bajo la protección de José Victorino Lastarria Santander. Para poder pagar su educación, en paralelo ejerció de inspector. En 1842, con el auspicio de Lastariia, redactó sesiones del Congreso para el Semanario de Santiago. 
En 1843 entró a la Sociedad Literaria, la cual publicó El Crepúsculo, revista de la que fue editor y uno de los redactores. En 1844 fundó el periódico El Siglo, en unión con Francisco de Paula Matta Goyeneche y Santiago Urzúa Silva; pero en octubre de ese mismo año lo vendió. Fundó el diario La Gaceta del Comercio de Valparaíso en 1945, donde trabajó hasta 1846. Desde dicho periódico, realizó una tenaz oposición a la política gubernativa de Manuel Bulnes, lo que provocó la pérdida del diario y la subvención oficial del Gobierno:

Su tenaz oposición significó que el periódico perdiera la subvención que recibía y la encarcelación de Espejo Bravo por aproximadamente cuatro meses al ser acusado de formar parte de una conspiración contra el gobierno. En 1846 participó en la ciudad de Valparaíso activamente en las campañas parlamentarias, viéndose involucrado en algunos incidentes que terminaron con él nuevamente en la cárcel, ahora por un periodo de un año.
Patricio Bustos Pizarro

Recuperada la libertad, en marzo de 1847 llegó a redactar El Progreso, primer diario santiaguino, donde permaneció hasta los principios de 1849. Cansado de la política, se fue a Estados Unidos, motivado por la fiebre del oro de California, donde no hallaría fortunam regresando desilusionado a Chile en 1854. A partir de entonces, se dedicó a la industria, sin dejar de lado su faceta periodística y su interés por las ideas liberales. Se casó el 2 de octubre de 1856 con Luisa Varas Marín, con quien tuvo 3 hijos: Luis, Isabel y el diputado Juan Nepomuceno Espejo Varas. En 1861 colaboró en el diario La Voz de Chile, fundado por los hermanos Guillermo Matta y Manuel Antonio Matta, siendo su espacio para hablar en favor del radicalismo:

Con el pasar de los años fue tomando mayor contacto y cercanía con quienes promovían y difundían las ideas liberales y ello le permitió desarrollar un pensamiento político más mesurado y menos impulsivo. Sin embargo, la magnitud y el peso que el conservadurismo religioso y político ejercía sobre el desarrollo de la sociedad chilena, y puntualmente en la capital, lo fue conduciendo paulatinamente a asumir posiciones más de avanzada, más radicales, que en lo medular planteaban reducir la influencia de la religión y de iglesia católica en la sociedad y limitar y restringir el ejercicio del poder político de las autoridades conservadoras del país.
Patricia Bustos Pizarro

Su activismo político contra el integrismo católico lo llevó a formar parte del Partido Radical de Chile. Fue Diputado propietario por la Provincia de Itata, entre 1864-1867 y Diputado suplente por la Provincia de Cauquénes, entre 1870-1873. Participó en el Congreso Constituyente de 1870, cuyo objetivo fue reformar la Carta Fundamental de 1833. Resultó electo diputado suplente por Coquimbo y Talca, período 1873-1876; decantándose por Coquimbo. Volvió a ser Diputado propietario, esta vez por Chillán, entre 1876-1879. Fue el primer masón iniciado en Chile. Víctima de la enfermedad, murió antes de terminar su mandato legislativo en Santiago, el 11 de mayo de 1876.